# フレフレ男子
フレフレ男子（ふれふれだんし）は、2017年に結成された日本の男性アイドルグループ。所属事務所はシャイニングウィル。

## 概要
「応援」をコンセプトにしたメンズアイドルグループ、東京を拠点に名古屋、大阪を中心に活動していた。

## 略歴
2017年11月3日に、東京ラーメンショー2017でステージデビュー。2019年にはフランスで開催されたJapan Expo2019にも出演した。
2020年12月31日を以て解散。

## メンバー
| 氏名      | よみ                  | イメージカラー | 生年月日（年齢）       | 血液型 | 出身地   | 備考                                                                |
| --------- | --------------------- | -------------- | ---------------------- | ------ | -------- | ------------------------------------------------------------------- |
| 若松 優   | わかまつ ゆう         | ピンク         | 1994年12月16日（30歳） | O型    | 静岡県   |                                                                     |
| 金子 将大 | かねこ まさひろ       | 黄色           | 1992年9月8日（32歳）   | B型    | 新潟県   | リーダー                                                            |
| 三幣 昂汰 | さんぺい こうた       | ブルー         | 1995年4月8日（29歳）   | O型    | 千葉県   | サブリーダー                                                        |
| 樋口 大起 | ひぐち だいき         | 赤             | 1997年9月22日（27歳）  | B型    | 佐賀県   | 楽遊BOYS PASS創刊号の読者投票で優勝し次号で巻頭グラビアが掲載された |
| 秋澤 伊吹 | あきさわ いぶき       | グリーン       | 1998年8月24日（26歳）  | B型    | 神奈川県 |                                                                     |
| 柳沢 恭佑 | やなぎさわ きょうすけ | パープル       | 1997年4月5日（27歳）   | A型    | 埼玉県   | 2019年11月3日加入                                                   |

### 元メンバー
| 氏名    | よみ        | イメージカラー | 生年月日（年齢）      | 血液型 | 出身地 | 備考 |
| ------- | ----------- | -------------- | --------------------- | ------ | ------ | ---- |
| 本 拡樹 | もと ひろき | 紫             | 1995年3月20日（29歳） | A型    | 大阪府 |      |

## ディスコグラフィー

### シングル
- フレフレ男子[Type A]
- フレフレ男子[Type B]